# Hofball
Der Hofball kennzeichnet einen repräsentativen Festakt, der von einem Hof eines Herrschergeschlechts veranstaltet wurde. Die Hochzeit der Hofbälle war während der Frühen Neuzeit und im Bürgerlichen Zeitalter bis zu Ende des Ersten Weltkriegs (1789–1918), als die bedeutenden Monarchien in Europa im Zuge ausbrechender gesellschaftlicher Umwälzungen abdanken mussten und sich die Höfe der Monarchen damit auflösten.

## Hofbälle der Habsburger
In Wien war der Hofball während der Regierungszeit von Kaiser Franz Joseph I. (1848–1916) der wichtigste Ball während der Faschingssaison, während der sogenannte Ball bei Hof der exklusivste war. Der Hofball fand am Anfang der Saison statt und wurde traditionellerweise im Zeremoniensaal der Hofburg abgehalten. Im Gegensatz zum Ball bei Hof war der Kreis der erlaubten Gäste beim Hofball sehr viel weiter. Hier durften – neben den Hofwürdenträgern, dem diplomatischen Corps, der Generalität und der eigentlichen Hofgesellschaft, also den führenden Adelsfamilien – auch hohe Beamte, nobilitierte Bürgerliche, bedeutende Wirtschaftspersönlichkeiten sowie alle aktiven Offiziere der Wiener Garnison und diverse weitere Personen, die Zutritt zum Hofe hatten, teilnehmen. Anders als zum Ball bei Hof wurden keine Einladungen versandt, sondern es erfolgte eine „Hofansage“ und alle „hoffähigen“ Gäste konnten ihn besuchen; in der Regel erschienen um die 2000 Personen.
Den Ablauf des Balles schildert die Fürstin Nora Fugger in ihrem Erinnerungsbuch Im Glanz der Kaiserzeit: Die Damen hatten in „runden Kleidern“ zu erscheinen, die Geheimen Räte, Kämmerer, Truchsessen in Gala, die anderen Herren in Uniform oder Staatskleid mit Degen. Die Gäste hatten sich zwischen halb acht und acht Uhr zu versammeln, wobei Diplomatisches Corps, Hofstaat und Generalität mit Offizierkorps die Hofburg über verschiedene Portale und Stiegenhäuser betraten. Gleichzeitig versammelten sich die Mitglieder der kaiserlichen Familie und die fremden souveränen Fürstlichkeiten in den Alexander-Appartements. Um halb neun Uhr ordneten sich diese zum Cortège und schritten, an der Spitze der Kaiser und die Kaiserin, unter Vorantritt des Zeremonienmeisters und des ersten Obersthofmeisters, paarweise in den Spiegelsaal, wo sich das diplomatische Corps versammelt hatte und dem Kaiserpaar die Diplomaten, die noch nicht bei Hof erschienen waren, vorgestellt wurden. Um halb zehn Uhr begaben sich der Kaiser und der Hof paarweise durch das Appartement der Kaiserin Maria Theresia hindurch in den Marmorsaal und den anschließenden Zeremoniensaal, wo der Zeremonienmeister durch dreimaliges Aufklopfen seines Zeremonienstabes auf den Boden das Herannahen des Souveräns ankündigte und die Gäste sogleich schweigend eine lange Gasse bildeten. In lautloser Stille vollzog sich der Einzug. Der Kaiser, im weißen Rock und roten Beinkleidern der Feldmarschalls-Galauniform, führte die Kaiserin – oder in ihrer Abwesenheit die rangälteste Erzherzogin oder ausländische souveräne Fürstin – sowie die Mitglieder des Kaiserhauses auf eine Estrade an der gegenüberliegenden Schmalseite des Saales, wo sie auf einer langen Reihe von Fauteuils Platz nahmen. An den Längsseiten des Saales befanden sich die Fürstinnenbank und gegenüber die Bank für die Diplomatengattinnen, wo diese in genauer Rangordnung platziert wurden. Sodann gab der Vortänzer – immer ein Offizier der Leibgarde-Reitereskadron – dem Hofball-Musikdirektor, lange Zeit Eduard Strauß, das Zeichen zum Beginn und dieser hob den Taktstock für den ersten Walzer. Der Vortänzer eröffnete den Tanz mit einer der Erzherzoginnen, andere Paare schlossen sich an. Ein Tanzprogramm enthielt die genauen Uhrzeiten für die einzelnen Tänze, Walzer, Lanciers, Quadrillen und Kotillons, sowie die Pausen. Für die Kotillons wurden an die Herren kleine Blumenbukette für die aufzufordernden Damen, für diese seidene Maschen mit Kokarden in verschiedenen Farben als Spenden für die Herren verteilt.

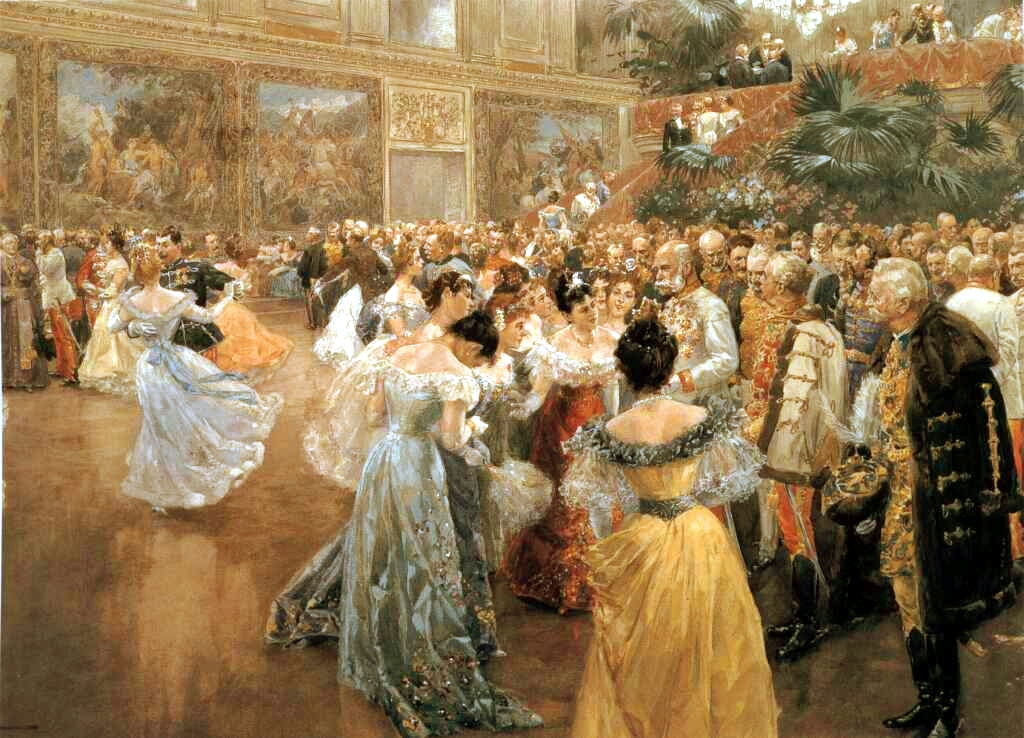
Der Kaiser begrüßt seine Gäste auf dem Hofball in Wien. (Aquarell, Wilhelm Gause, 1900)

Der Kaiser begrüßte nun bei einem Rundgang durch den Saal seine Gäste und unterhielt sich kurz mit den besonders auszuzeichnenden, während die Kaiserin durch ihre Obersthofmeisterin die auf den Bänken sitzenden Diplomatinnen und Fürstinnen paarweise auf die Estrade bitten ließ, wo sie für einige Augenblicke neben ihr Platz nehmen und mit ihr konversieren durften. Nach der ersten Quadrille wurden der Kaiserin in der Ratsstube die erstmals bei Hof erschienenen Damen vorgestellt, nach der zweiten Quadrille begaben sich die Damen an die in angrenzenden Räumen aufgestellten Tische, wo sie mittels Platzkarten platziert worden waren, während die Herren sich an einem Buffet im Redoutensaal bedienten, wo eine Militärkapelle spielte. Wegen der großen Anzahl der Gäste blieb für die Tänzer nur wenig Raum vor der Estrade des Zeremoniensaals, wo jeweils kaum mehr als vierzig Paare tanzten. Der Kaiser beteiligte sich als Gastgeber auf den Hofbällen nicht an den Tänzen, im Gegensatz zu den Bällen in den Adelspalais, wo er als Gast gern bis in die frühen Morgenstunden tanzte, zumindest in jüngeren und mittleren Jahren.
Das Buffet bereiteten die Hofküche und die Hofkellerei. So wurde in der eigens dafür vorgesehenen Olio-Küche – eine der zwölf Hof-Spezialküchen – die nur für diesen Anlass vorgesehene Olio-Suppe zubereitet. Das Gericht trug seinen Namen nach dem spanischen Ollapotrida-Eintopf und bestand aus 15 Fleischsorten (Rind, Schwein, Wild, Geflügel), vielerlei Gemüse und Gewürzen. Serviert wurde sie mit in Zucker glacierten Maroni.
Eine Viertelstunde nach Mitternacht verstummte der letzte Walzer. Es bildete sich wieder die Straße von der Estrade zum Ausgang des Saales, der Kaiser reichte der Kaiserin den Arm und im Cortège verließ der Hof den Saal. Damit war der Hofball beendet. Beim Ausgang erhielten die Gäste Bonbonnièren in prachtvoller Ausführung, die vom Hofzuckerbäcker Demel geliefert wurden.